# ليسارد (أين)
ليسارد (بالفرنسية: Leyssard)‏ هي بلدية فرنسية تقع في إقليم الأين في فرنسا. رمز إنسي لها هو:1214. أما الرمز البريدي لها فهو: 1450.